# Модриново-кленове насадження в урочищі Братерщина
Модриново-кленове насадження в ур. «Братерщина» — ботанічна пам'ятка природи місцевого значення в Україні. Зростає поблизу села Борщівка Кременецького району Тернопільської області, у кв. 18, вид. 10 Лановецького лісництва державного підприємства «Кременецьлісгосп» у межах лісового урочища «Братерщина». 
Площа — 1,6 га. Оголошене об'єктом природно-заповідного фонду рішенням виконкому Тернопільської обласної ради № 131 від 14 березня 1977 року. Перебуває у віданні Тернопільського обласного управління лісового господарства. 
Під охороною — високопродуктивні модриново-кленово-ясеново-грабові насадження віком 80 років. Цінне у господарському, науковому та естетичному значеннях.